# Chthonius mingazzinii
Chthonius mingazzinii är en spindeldjursart som beskrevs av Giuliano Callaini 1991. Chthonius mingazzinii ingår i släktet Chthonius och familjen käkklokrypare. Inga underarter finns listade i Catalogue of Life.